# Liste der Kulturdenkmäler in Reichenbach (bei Baumholder)
In der Liste der Kulturdenkmäler in Reichenbach sind alle Kulturdenkmäler der rheinland-pfälzischen Ortsgemeinde Reichenbach aufgeführt. Grundlage ist die Denkmalliste des Landes Rheinland-Pfalz (Stand: 12. Juni 2023).

## Einzeldenkmäler
| Bezeichnung              | Lage                                     | Baujahr   | Beschreibung | Bild                           |
| ------------------------ | ---------------------------------------- | --------- | --- | ------------------------------ |
| Hofanlage                | Auf dem Schoß 11 Lage                    | 1879      | stattlicher Streckhof, 1879 | BW                             |
| Kriegerdenkmal           | Hauptstraße, zwischen Nr. 44 und 49 Lage | nach 1918 | Kriegerdenkmal für die Opfer des Ersten Weltkriegs; stelenartiger, reliefierter Sandsteinblock, Entwurf Professor Renker, Trier, Ausführung F. Ritter und Nachfolger, nach 1918 | BW                             |
| Evangelische Pfarrkirche | Kirchstraße 11 Lage                      | 1863/64   | neugotischer Bruchsteinsaalbau, 1863/64, Kommunalbaumeister Maßweiler, St. Wendel                                                                                               | weitere Bilder Fotos hochladen |